# Цю Сяньчжи
Цю Сяньчжи (хокло Khu Hián-tì, кит. трад. 邱顯智; — политический деятель Китайской Республики (Тайваня). Председатель партии «Новая сила» (НСП) в 2019 год.
В 2011 году, вернувшись на Тайвань из Гейдельберга, Германия, Цю Сяньчжи и его жена Хуан Вантинг, уроженка Синьчжу, обосновались в Синьчжу. У них есть две дочери, они практиковались в юридических фирмах в Синьчжу и Тайчжуне. Они начали участвовать в судебных процессах связанных с движениями за реформы, такое как «Чжэн Синцзе» («Спасение несправедливых дел»).
В конце 2012 года Цю Сяньчжи призвал к формированию добровольной команды юристов для поддержки общенациональных онлайн-протестов работников крупного плана. Он также активно участвовал в качестве юриста в деле Хун Чжунцю, деле о потере обуви в Дапу, в деле Юаньли. В то же время Цю Сяньчжи был одним из волонтеров-адвокатов Студенческого движения «Подсолнечник» 2014 года.
В 2015 году Цю Сяньчжи и другие члены-основатели партии создали партию «Новая сила», а затем объявили о своей кандидатуре в Законодательный совет 9-го созыва города Синьчжу в 2016 году. Цю Сяньчжи проиграл.
В феврале 2019 года он был избран членом комитета по принятию решений в партии «Новая сила», набрав 762 голоса и набрав 65,3 % голосов. 15 февраля 2019 года члены комитета по принятию решений единогласно согласились быть избранным председателем партии «Новая сила».
В середине августа 2019 года он добровольно сложил с себя полномочия председателя партии.
1 августа 2020 года председатель партии Сюй Юнмин был заподозрен во взяточничестве и вмешательстве в споре о праве на управление SOGO(на английском языке). Вечером этого дня комитет по принятию решений партии «Новая сила», созвал временный комитет для принятия решений. Собрание постановило, прекратить с этого момента должность председателя Сюй Юнмина и заместителя генерального секретаря Линь Юйцзе, а вместо них обоих избрать Цю Сяньчжи временно исполняющим обязанности председателя и пост генерального секретаря партии «Новая сила». 29 августа 2020 года Гао Юйтин была избрана председателем партии.